# دي فورست (ويسكونسن)
دي فورست (بالإنجليزية: DeForest, Wisconsin)‏ هي بلدة تقع في الولايات المتحدة في مقاطعة دان (ويسكونسن). يقدر عدد سكانها بـ 8,936 نسمة ومساحتها 19.40 كم2وترتفع عن سطح البحر 289 متر.

## التركيبة السكانية
قام مكتب تعداد الولايات المتحدة بتحديد بيانات التركيبة السكانية لدي فورست في تعداد الولايات المتحدة. في ما يلي، التركيبة السكانية حسب تعدادي 2000 و2010.

### تعداد عام 2000
بلغ عدد سكان دي فورست 7,368 نسمة بحسب تعداد عام 2000، وبلغ عدد الأسر 2,675 أسرة وعدد العائلات 2,000 عائلة مقيمة في القرية. في حين سجلت الكثافة السكانية 1,525.3 نسمة لكل ميل مربع (588.9/كم2). وبلغ عدد الوحدات السكنية 2,761 وحدة بمتوسط كثافة قدره 571.6 نسمة لكل ميل مربع (220.7/كم2).
وتوزع التركيب العرقي للقرية بنسبة 95.34% من البيض و 0.34% من الأمريكيين الأصليين و 0.68% من الأمريكيين ذوي الأصول الآسيوية و 0.14% من سكان جزر المحيط الهادئ و 1.48% من الأمريكيين الأفارقة و 1.40% من عرقين مختلطين أو أكثر.
بلغ عدد الأسر 2,675 أسرة كانت نسبة 44.9% منها لديها أطفال تحت سن الثامنة عشر تعيش معهم، وبلغت نسبة الأزواج القاطنين مع بعضهم البعض 61.4% من أصل المجموع الكلي للأسر، ونسبة 9.8% من الأسر كان لديها معيلات من الإناث دون وجود شريك، وكانت نسبة 25.2% من غير العائلات. تألفت نسبة 19.3% من أصل جميع الأسر من أفراد ونسبة 7.2% كانوا يعيش معهم شخص وحيد يبلغ من العمر 65 عاماً فما فوق. وبلغ متوسط حجم الأسرة المعيشية 3.15، أما متوسط حجم العائلات فبلغ 2.74.
بلغ العمر الوسطي للسكان 33 عاماً. وكانت نسبة 31.1% من القاطنين تحت سن الثامنة عشر، وكانت نسبة 6.3% بين الثامنة عشر والأربعة وعشرون عاماً، ونسبة 36.2% كانت واقعةً في الفئة العمرية ما بين الخامسة والعشرون حتى والأربعة وأربعون عاماً، ونسبة 18.3% كانت ما بين الخامسة والأربعون حتى الرابعة والستون، ونسبة 8.1% كانت ضمن فئة الخامسة والستون عاماً فما فوق. يوجد لكل 100 أنثى 92.8 ذكر، ويوجد لكل 100 أنثى في الثامنة عشر من عمرها فما فوق 92.0 ذكر.
بلغ متوسط دخل الأسرة في القرية 55,369 دولار، أما متوسط دخل العائلة فبلغ 60,781 دولار. وكان متوسط دخل الذكور 40,096 دولار مقابل 28,000 دولار للإناث. وسجل دخل الفرد الخاص بالقرية 21,089 دولار. وكانت نسبة 1.7% من العائلات ونسبة 3.6% من السكان تحت خط الفقر، وكان من هؤلاء نسبة 2.7% تحت سن الثامنة عشر ونسبة 9.7% في الخامسة والستين من العمر وما فوق.

### تعداد عام 2010
بلغ عدد سكان دي فورست 8,936 نسمة بحسب تعداد عام 2010، وبلغ عدد الأسر 3,400 أسرة وعدد العائلات 2,446 عائلة مقيمة في القرية. في حين سجلت الكثافة السكانية 1,202.7 نسمة لكل ميل مربع (464.4/كم2). وبلغ عدد الوحدات السكنية 3,499 وحدة بمتوسط كثافة قدره 470.9 لكل ميل مربع (181.8/كم2).
وتوزع التركيب العرقي للقرية بنسبة 93.3% من البيض و 0.3% من الأمريكيين الأصليين و 1.5% من الأمريكيين ذوي الأصول الآسيوية و 2.1% من الأمريكيين الأفارقة و 1.6% من عرقين مختلطين أو أكثر.
بلغ عدد الأسر 3,400 أسرة كانت نسبة 41.7% منها لديها أطفال تحت سن الثامنة عشر تعيش معهم، وبلغت نسبة الأزواج القاطنين مع بعضهم البعض 56.1% من أصل المجموع الكلي للأسر، ونسبة 11.0% من الأسر كان لديها معيلات من الإناث دون وجود شريك، بينما كانت نسبة 4.8% من الأسر لديها معيلون من الذكور دون وجود شريكة وكانت نسبة 28.1% من غير العائلات. تألفت نسبة 21.6% من أصل جميع الأسر من أفراد ونسبة 7.7% كانوا يعيش معهم شخص وحيد يبلغ من العمر 65 عاماً فما فوق. وبلغ متوسط حجم الأسرة المعيشية 3.08، أما متوسط حجم العائلات فبلغ 2.63.
بلغ العمر الوسطي للسكان 35.6 عاماً. وكانت نسبة 29% من القاطنين تحت سن الثامنة عشر، وكانت نسبة 6.3% بين الثامنة عشر والأربعة وعشرون عاماً، ونسبة 31% كانت واقعةً في الفئة العمرية ما بين الخامسة والعشرون حتى والأربعة وأربعون عاماً، ونسبة 25% كانت ما بين الخامسة والأربعون حتى الرابعة والستون، ونسبة 8.7% كانت ضمن فئة الخامسة والستون عاماً فما فوق. وتوزع التركيب الجنسي للسكان بنسبة 48.4% ذكور و51.6% إناث.